# Zapadni istočnosudanski jezici
Zapadni istočnosudanski jezici, ogranak od (14) istočnosudanskih jezika iz Čada i Sudana Sastoji se od nekoliko užih skupina: 
a. Daju (7): 
a1. Istočni Daju (2): logorik, shatt;
a2. baygo, dar fur daju (nyala-lagowa daju), dar sila daju (dar sila), dar daju daju (dadjo),  njalgulgule,
b. Nyimang (2): afitti, ama;
c. Tama (3):  
c1. Mararit (1): mararit,
c2. Tama-Sungor (2): assangori, tama
d. Temein (2): temein, tese.

## Vanjske poveznice
- Ethnologue (14th)
- Ethnologue (15th)